# Franz Grashof
Franz Grashof (Düsseldorf, 1826. július 11. – Karlsruhe, 1893. október 26.) német gépészmérnök, egyetemi tanár, több tudományos akadémia tagja, a Német Mérnökegylet (Verein Deutscher Ingenieure) egyik alapítója és első igazgatója. Munkásságának java részét Karlsruhei Műszaki Főiskolán fejtette ki, az elméleti géptan egyetemi tanáraként. Fontos kutatási eredményeket publikált az anyagszerkezettan, a folyadékok mechanikája és a termodinamika területén.

## Életpályája

### Származása
Evangélikus tanárcsaládból származott. Édesapja, Karl Grashof) (1799–1874) a düsseldorfi királyi gimnáziumban az ókori görög és római kultúra tanára volt, édesanyja Elisabeth Brüggemann. Apai nagyapja, Karl Friedrich August Grashof (1770–1841) teológus és matematikus, iskolaügyi tanácsnok volt, a berlini Frigyes Vilmos Gimnázium tanára és igazgatója. Apjának fivérei, Franz nagybátyjai közül Julius Werner Grashof (1802–1873) gimnáziumi tanárként működött Kölnben és Trierben, August Wilhelm Grashof (1809–?) tüzértisztként szolgált Weselben és Otto Grashof (1812–1876) portré- és zsánerképfestő volt, aki 1838–57 között beutazta az Orosz Birodalmat és Dél-Amerika több államát is.
Franz Grashof az elemi és reáliskolát szülővárosában, Düsseldorfban járta ki, majd 1843-ban Hagenben elkezdte az ipariskolát.

### Pályakezdés, útkeresés
Az ifjú Franz Grashof élénken érdeklődött az e korban (a 19. század közepén) gyorsan fejlődő gőzhajózási és vasúti technika iránt. Ipariskolai tanulmányai közben szakmai gyakorlatot egy géplakatos műhelyben szerzett. 1844 októberében – anélkül, hogy záróvizsgáit letette volna – otthagyta az iskolát, és jelentkezett a Berlini Királyi Ipartanintézetbe, amelyet 1827-ben alapítottak, hogy a fejlődő német nehézipar (bányászat, kohászat, nehézgépgyártás) számára felsőfokú technikusokat képezzenek. (1860 után az intézményt Királyi Ipari Akadémiára keresztelték át, és ettől kezdve a jelentkezéshez feltételként szabták az érettségi vizsga meglétét.) Itt Grashof matematikai, fizikai és géptani (gépészmérnöki) ismereteket tanult.
1847–48-ban egy évre megszakította tanulmányait, hogy teljesítse egyéves önkéntesi katonai szolgálatát a düsseldorfi 7. vadász-zászlóaljnál. Utána úgy érezte, hazáját legjobban tengerésztisztként szolgálhatná, ezért egyszerű matrózként elszegődött egy „Esmeralda” nevű hamburgi vitorlás szállítóhajóra. Két és fél éven át szolgált a tengeren (1849 márciusától 1851 decemberéig), ez idő alatt belátta, hogy mégsem alkalmas tengerésznek, és ezután ismét a műszaki oktatói, tanári pálya felé fordult.

### Mérnöki, tanári, közéleti pályája
1852-ben visszatért tanulmányaihoz Berlinben. Gyors előmenetelt ért el, ebben hathatós segítséget kapott Nikolaus Druckenmüllertől, a Királyi Ipartanintézet igazgatójától, aki a Királyi Kereskedelmi Minisztérium vezető tanácsosa, emellett a Grashof család régi barátja volt. 1853-ban Franz Grashof, már a legfelső évfolyam hallgatójaként megbízást kapott, hogy tartson előadásokat az alkalmazott mechanika tárgykörében, ezek tartalmát dolgozza fel írásban is, a készülő „Általános Fizikai Enciklopédia” (Allgemeine Enzyklopädie der Physik) részeként. Ennek első fejezetei 1856-ban jelentek meg, „Építőanyagok és gépszerkezeti anyagok rugalmassága és szilárdsága” (Elastizität und Festigkeit der Bau- und Maschinenmaterialien) valamint „Statikai módszerek alkalmazása építési szerkezetek stabilitásának és ellenálló képességének vizsgálatában” (Anwendungen der Statik auf die Prüfung der Stabilität und Widerstandsfähigkeit von Baukonstruktionen). Ezek lettek Grashof első tudományos publikációi.
1854 áprilisában sikeresen befejezte tanulmányait, és letette államvizsgáját. Porosz ipariskolai tanári oklevelet szerzett, és rögtön el is foglalta a neki felajánlott tanári állást a berlini Királyi Ipartanintézetben, ahol matematikát és mechanikát oktatott. Ezekből születtek „Analitikus mechanika”, „Rugalmasság és szilárdság”, „Hidraulika” és „Gépek mechanikája” című főiskolai előadásjegyzetei.
1854. december 28-án feleségül vette Henriette Nottebohmot. Közvetlenül ezután, 1855. január 1-jén kinevezték a Királyi Mérésügyi Hivatal (Königlicher Eichamt) vezetőjévé, ezt a hivatalt másodállásban látta el.
Franz Grashof aktívan részt vett a Német Mérnökegylet (Verein Deutscher Ingenieure, VDI) megszervezésében. 1856. május 12-én részt vett az egylet alapító gyűlésén Alexisbadban (ma a Harzgerode város része, Szász-Anhalt tartományban), ahol megválasztották a VDI első igazgatójává. Emellett megbízták az egylet szaklapjának (Zeitschrift des VDI) igazgatásával, főszerkesztésével és archívumának megszervezésével is. Az egylet vezetésében és az újság fejlesztésében végzett sikeres munkájának elismeréseként 1887-ben a VDI örökös tiszteletbeli tagságát szavazták meg neki. A VDI igazgatói tisztségéről 1890. december 14-én köszönt le. A VDI-újság 29 évfolyamában számaiban Grashof több, mint 42 értekezést tett közzé és számos szakmai vitát irányított.
1860-ban a Rostocki Egyetem filozófiai kara díszdoktori címet adományozott neki.
1863. április 16-án elhunyt Ferdinand Redtenbacher professzor (1809–1863), a modern tudományos géptan kifejlesztője, a Karlsruhei Polytechnikumban (a későbbi Műszaki Főiskola, a mai Műszaki Egyetem elődjében) az általános és elméleti géptan tanszékvezető főiskolai tanára. Utódjává Franz Grashofot nevezték ki, aki 1863. szeptember 15-én foglalta el tisztségét, amelyet 1890-ig töltött be. 27 éven át tanította a szilárdságtan, a hidraulika, a műszaki hőtan és az általános géptan tantárgyakat. Ő maga a szaktárgyak elméleti ismereteit oktatta, a gyakorlati alkalmazásokat kollégája, Josef Hart adta elő.
Franz Grashofot több alkalommal kinevezték a karlsruhei főiskola igazgatójává. Az 1867/68-as, az 1868/69-es, az 1872/73-as, az 1882/83-as és az 1885/86-os tanévekben ő irányította a főiskolát. Ennek alapján 1877–1889 között helyet kapott a badeni tartományi gyűlés felsőházában (Erster Kammer der Landstände). A karlsruhei Természettudományi Egylet is elnökévé választotta, majd leköszönése után örökös tiszteletbeli elnökségi címet szavazott meg neki. 1877-ben felkérték, vegyen részt annak a bizottságnak a munkájában, amely az egész Német Császárságban egységes jelölésrendszert dolgozott ki a mértékek és súlyok egységeinek megnevezéseire és rövidítéseire („Kommission zur Feststellung abgekürzter Bezeichnungen der für das ganze Reich gleichmäßig eingeführten Maße und Gewichte”).
A közéletben Grashof mindvégig aktívan és eredményesen küzdött azért, hogy a műszaki főiskolákat a (társadalomtudományi) egyetemekkel egyenrangú tanintézményeknek tekintsék. Az érettségi vizsga meglétét a főiskolai felvételhez is kötelezően előírták. Az újonnan alapított műszaki főiskolák jogot kaptak egyetemi tanárok kinevezésére és akadémiai címek (pl. diplomás mérnöki oklevelek) kiadására.
1877–1882 és 1887–1890 között Franz Grashof helyet kapott a Badeni Rendi Gyűlés felsőházában (Erste Kammer), annak Frigyes nagyherceg által kinevezett tagjaként.

### A Grashof-tétel
A mechanizmusok elméletének tudományában Grashof-tételnek (vagy grashofi szabálynak, Grashofsche Regel) nevezik azt az őáltala felfedezett és leírt törvényszerűséget, amely az ún. „négycsuklós mechanizmus” mozgástartományainak határfeltételeit adja meg: A mechanizmus legrövidebb tagja (d) tag csak akkor képes folytonos forgó mozgást végezni (azaz csak akkor forgatható teljesen körbe), ha a legrövidebb és a leghosszabb tag hosszainak összege nagyobb, mint a másik két tag hosszainak összege (Azaz a + d < c + d, ahol a,b,c,d a tagok jele hosszúságuk csökkenő sorrendjében).

### Utolsó évei
1881-ben lemondott a VDI vezetéséről és az egylet szakfolyóiratának főszerkesztői tisztségéről. Röviddel ezután, 1882. december 28-án agyvérzés érte, de ebből még jól felgyógyult és folytatni tudta oktatói munkáját. Még ebben az évben beválasztották a Császári Szabvány- és Mérésügyi Bizottságba (Kaiserliche Normal-Eichungskommission), amelynek egy évtizeden át, 1892-ig aktív tagja maradt. 1887-ben beválasztották a Birodalmi Fizikai és Műszaki Intézet (Physikalisch-Technischer Reichsanstalt) kuratóriumának tagjai közé. 1893-ben újabb agyvérzés sújtotta, október 23-án elhunyt.

## Kitüntetései, szakmai elismerései

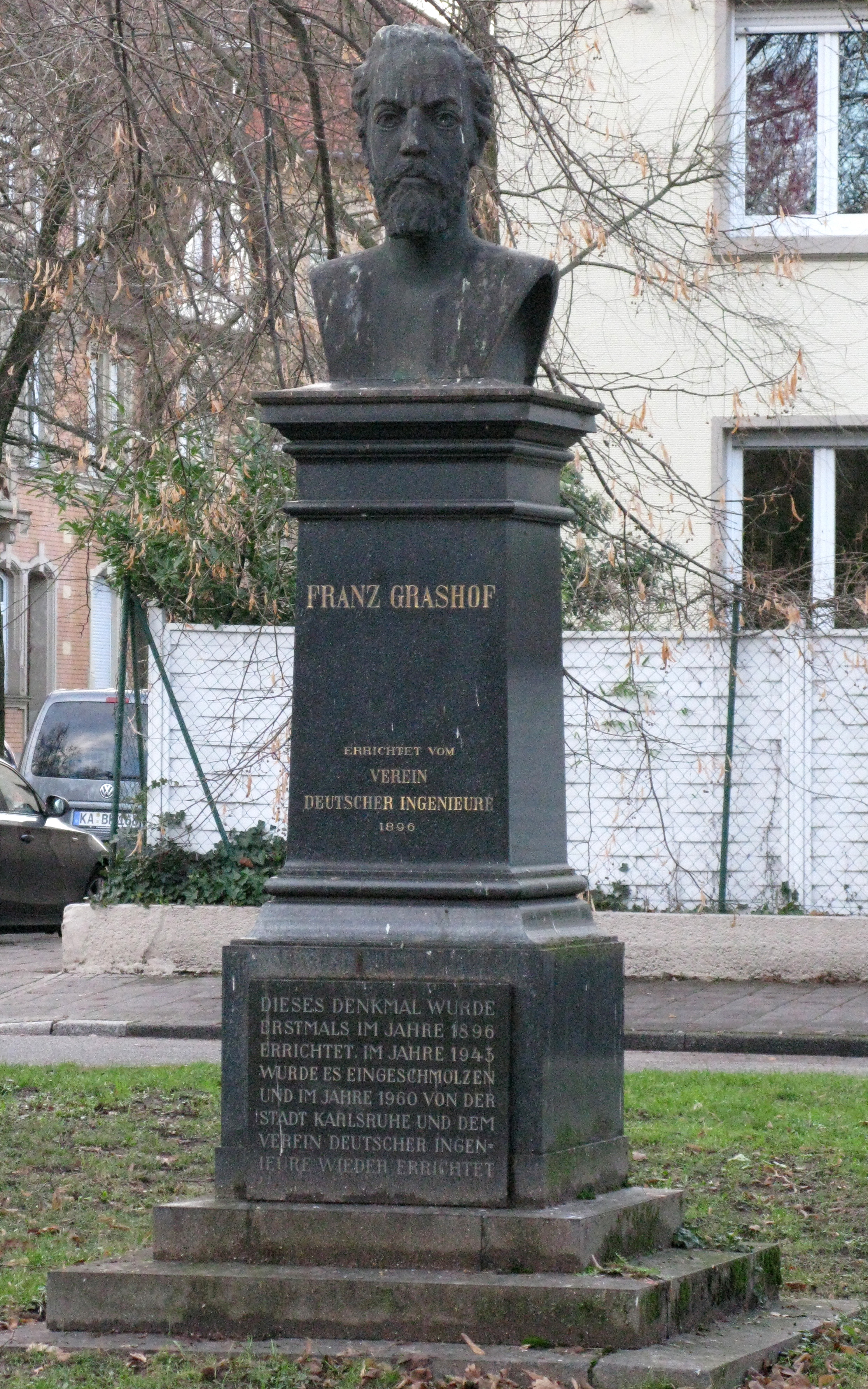
Grashof emlékműve Karlsruhéban

- 1866-ban udvari tanácsosi (Hofrat) címet kapott.
- 1867-ben kitüntették a Badeni Nagyhercegség Zähringeni Oroszlán-rendje 1. osztályának lovaskeresztjével.
- 1874-ben titkos tanácsosi (Geheimer Hofrat) címet kapott.
- 1877-ben megkapta a titkos tanácsosi cím második osztályát.
- 1885-ben kitüntették a Zähringeni Oroszlán-rend 2. osztályának parancsnoki keresztjével.
- 1892-ben kitüntették a Porosz Királyság Korona-rendjének csillaggal ékesített második osztályával.
- Rendkívüli tiszteletbeli tagsűgot kapott a berlini Hütte mérnökegyletben.

## Hatása
Grashofot tekintik a elméleti géptani tudományok megalapozójának. A 19. század kezdetén a mérnökök és technikusok következtetéseiket szinte kizárólag egyedi alkalmazási esetek vizsgálatából vonták le. Az alkalmazott konstansokat és számítási képleteket empirikus módon, gyakorlati kísérletek sorozataiból vezették le, elméleti megalapozás nélkül. Grashof professzor, kiváló matematikai és fizikai képzettségére támaszkodva, deduktív módszerrel kezdett dolgozni. Mérnöki számítási eredményeit objektív fizikai törvényszerűségekre alapozott matematikai eljárásokból vezette le. Az általa kidolgozott általános érvényűeknek bizonyultak, a konkrét mérnöki alkalmazások és specifikus feladatok megoldhatók az általános elmélet speciális alkalmazásával..

## Művei (kivonat)
Grashof számos fontos fontos tankönyvet és műszaki közleményt írt a szilárdságtan, az áramlástechnika (hidraulika és pneumatika), a műszaki hőtan és az általános géptan területén, melyeket a mai napig használnak a mérnökképzés alaptantárgyainak oktatásában és a gyakorlati mérnöki munkában.
- Művei a Német Nemzeti Könyvtár katalógusában 116823232 dokumentumai a Német Nemzeti Könyvtár (DNB) állományában
- (1864) „Ueber die der Organisation von polytechnischen Schulen zu Grund zu legenden Principien”. Zeitschrift des VDI 8, 592–616. o.

## Emlékezete
- 1894-ben, egy évvel Grashof halála után, a Német Mérnökegylet (VDI) megalapította a Grashof-emlékérmét (Grashof-Denkmünze), mely a VDI mindmáig legmagasabb rangú kitüntetése, melyet a műszaki szakterületen kiemelkedő tudományos vagy műszaki szakmai eredményeket elért mérnököknek ítélhetnek oda. Elsőként Carl von Bach (1847–1931) gépészmérnök, egyetemi tanár kapta meg 1984. augusztus 28-án. A kitüntetés birtokosai között találjuk többek között Ferdinand von Zeppelint, Wilhelm Maybachot, Carl Bosch-t és Ferdinand Porschét.
- 1896. október 26-án, Grashof halálának 3. évfordulóján Karlsruhe városa szobrot avatott emlékére. A Beiertheimer Allee-n felállított bronz mellszobrot Karl Friedrich Moest szobrász készítette. 1943-ban a nácik hadi célokra beolvasztották, 1960-ban Carl Egler (1896–1982) szobrász új bronz alkotásával pótolták.
- 1921-től kezdve az áramlástan és termodinamika számításaihoz kidolgozott egyik dimenziómentes számot Grashof-számnak nevezik. Vitatott kérdés, hogy miért Grashof nevét választották.[5]
- A Karlsruhei Műszaki Egyetemen(wd)  a gépészmérnöki tanulmányokat lezáró vizsgadolgozatok (elő-diplomamunkák) legjobbjait a Grashof-díjjal jutalmazzák. A díjat a német LuK GmbH & Co. KG járműipari gépgyártó csoport finanszírozza.
- A Karlsruhei Műszaki Egyetem egyik nagy előadótermét róla nevezték el (Grashof-Hörsaal).
- Több német városban utca viseli nevét (Franz-Grashof-Straße Brémában, Karlsruhéban, Mannheimben) és Grashofstraße a szülővárosában, Düsseldorfban).

- A Berlini Beuth Műszaki Főiskola "C" oktatási épületét a Luxemburger Straße 10. szám alatt Grashof-háznak (Haus Grashof) nevezték el.[6]

## Kapcsolódó irodalom
- Kurt Nesselmann. Grashof, Franz. in: Neue Deutsche Biographie (NDB), Band 6 (német nyelven), 746 ff. o. (1964). ISBN 3-428-00187-7
- M.A. Mihejev. A hőátadás gyakorlati számításának alapjai. Budapest: Tankönyvkiadó (1987)
- Korényi Zoltán, Tolnai Béla. Az áramlás- és hőtechnika nagyjai. Életrajzi gyűjtemények. Budapest: Műegyetemi Kiadó (2007). ISBN 9789634209058
- Hans-Dieter Baehr, Karl Stephan. Wärme- und Stoffübertragung (német nyelven). Berlin: Springer Verlag, 27. o. (2003). ISBN 3-540-40130-X
- Kees Gispen. New Profession, Old Order. Engineers and German Society, 1815–1914 (angol nyelven). Cambridge: Cambridge University Press, 49–51, 64–86. o. (2002). ISBN 0-521-52603-5
- Rudolf Plank (1926). „Franz Grashof als Lehrer und Forscher. Festvortrag zur Grashof-Hundertjahrfeier der Technischen Hochschule Karlsruhe”. Zeitschrift des VDI, Berlin 70, 933–938. o.
- E. Breuer. Franz Grashof, Badische Biographien, Teil V, Band 1 (német nyelven). Heidelberg: Friedrich von Weech, Albert Krieger, 215-219. o. (1906). Hozzáférés ideje: 2018. december 12.
- Paul Wentzcke. Franz Grashof, ein Führer der deutschen Ingenieure. Berlin: VDI-Verlag (1926)
- Karl-Eugen Kurrer. Geschichte der Baustatik. Berlin: Ernst & Sohn, 472. o. (2002). ISBN 3-433-01641-0